# Adventures in perception
Adventures in perception is een Nederlandse documentairefilm uit 1971 gemaakt door Han van Gelder over het werk van de graficus Maurits Cornelis Escher. De film oogstte internationaal waardering en prijzen.

## Aanleiding
Eind jaren 60 van de twintigste eeuw nam het Ministerie van Buitenlandse zaken het initiatief voor twee filmseries "Hedendaagse kunstenaars" en "Leven en werk", waarin Nederland in beeld werd gebracht op een wijze die aansloot bij buitenlandse belangstelling. De eerste film in de serie "Living Arts in the Netherlands" richtte zich op de Nederlandse graficus Escher, waarvoor toen vooral in Angelsaksische landen een groeiende belangstelling was. 

## Realisatie
Hoewel Escher een zeer grote technische vaardigheid had, kwam de belangstelling voor hem vooral voort uit de aard van zijn werk. Escher wilde de wonderlijke ideeën in zijn hoofd uitdrukken in prenten en, zoals hij in de film zegt: "Esthetica lap ik aan mijn laars". De resultaten bleken velen aan te spreken. Daarbij blijkt er vaak meer te zien is dan men bij de eerste aanblik denkt. Bij sommige prenten transformeren figuren, bij andere lijkt de derde dimensie uit het platte vlak te ontstaan, sommige objecten zijn als geheel onmogelijk en kloppen op onderdelen wel. Het werk vraagt om heel nauwkeurig te kijken en dat is precies wat de film de kijker dwingt te doen. "Het boeiende van Van Gelders film is de beweging, die hij aan het bekijken van de gravures, etsen en litho's geeft: hij dringt door tot de minutieus gedetailleerde kern van constructies, tast landschappen af en volgt de metamorfoses".
Om die langzame 'oogbewegingen' te kunnen filmen werd een trucagecamera op een grote slee gemonteerd zodat deze meterslange bewegingen boven de verschillende prenten kon maken. Van Gelder voegde aan de film nog een element toe dat vergelijkbaar was met iets dat Escher zelf in sommige prenten deed: een extra dimensie. In Reptielen stapt een van de getekende figuurtjes uit het platte vlak en maakt een buiteling op de tafel. Van Gelder voegt de dimensie tijd toe door de buiteling met een animatie van Bill Karsten in continue beweging te tonen. Bij de voorvertoning van de film aan Escher bleek deze hem zeer te waarderen, maar hij was vooral verrast door deze specifieke toevoeging. 

## Kritiek
Bij de toekenning van de eerste prijs in de vorm van de Statuette of St.Dunbar op het filmfestival van Cork benadrukt de jury de geschiktheid van het onderwerp voor een film en prijst vervolgens de uitvoering: "... which explores with intelligence and restraint the visual ambiguities developed by the artist M.C. Escher." Zij benadrukt daarbij de invloed van de regie "...it is the directors credit that he did not overplay his hand."
De bekende Engelse filmcriticus Molly Plowright schreef in een recensie over het festival met als kop "Dutch essay lives up to its title": "Different ways of seeing -when you come down to it, this is what movies are all about, and it could not be illustrated more perfectly than in "Adventures in Perception", presented at the Cork Film Festival last night." "...Not a single shot was unnecessary either, and at the end one had a kind of euphoric feeling about the eyes. I call this a perfect festival piece."

## Festivals en prijzen
- 1971 Selectie voor VII International Film Festival Moscou
- 1971 Eerste prijs Finbarr Statuette categorie Films on Art op 16th Cork International Film Festival
- 1971 Nominatie voor een Oscar in categorie Beste Korte Documentaire
- 1972 Ehrendiplom bij Viennale 1972 te Wenen
- 1972 Selectie voor Sydney Film Festival
- 1972 Eervolle vermelding CIDALC bij Film Festival Kraków
- 1972 Eervolle vermelding bij Melbourne Film Festival
- 1972 Eervolle vermelding bij IV Festival Internacional, Guadalajara, Mexico
- 1974 Cougar Award bij 1st International BYU Documentary Film Festival, Utah
- 1974 Selectie voor International Film Festival, Kuala Lumpur
- 1974 Selectie voor XII Festival Cinematografico International, Panama

## Gebruik beelden in latere film over Escher
Een groot deel van de film is opgenomen in de veel langere documentaire Metamorphose: MC Escher, 1898-1972 van Jan Bosdriesz, die in 1999 uitgebracht werd door Cinemedia-NPS. Daarover wordt in de aftiteling echter niets vermeld.

## Trivia
- Als blijk van waardering kreeg Han van Gelder van Escher een exemplaar van Slangen, zijn laatste houtsnede waarmee hij ook in de film te zien is.